# نیهااونانا
نیهااونانا (به لاتین: Nihaonana) یک منطقهٔ مسکونی در ماداگاسکار است که در Manakara واقع شده‌است. نیهااونانا ۴٬۰۰۰ نفر جمعیت دارد.